# Dhat-Ba'dan
Dhat-Ba'dan era a deusa representante da natureza do antigo Yemen e Etiópia. Era considerada, também, a deusa dos oásis e cultuada por toda a região e em pequenas lagoas circundadas por árvores.